# Tellervo nedusia
Tellervo nedusia is een vlinder uit de familie Nymphalidae, onderfamilie Danainae.
De wetenschappelijke naam van de soort is voor het eerst geldig gepubliceerd in 1832 door Charles Andreas Geyer.